# スウェーデン系フィンランド人の一覧
スウェーデン系フィンランド人の一覧は、スウェーデン語を母語とする、フィンランド国籍を持つ人物（スウェーデン系フィンランド人）を50音順に記す。スウェーデン語社会で育ったフィンランド人も含む。

## あ
- ラース・ヴァレリアン・アールフォルス【学者】フィールズ賞受賞
- アドルフ・イーヴァル・アルヴィドソン【詩人、歴史家】
- フレドリク・イデスタム【企業家】ノキア創始者
- ハンス・ウィンド【軍人】エース・パイロット
- ビルギッタ・ウルフソン【女優】
- ヤン＝エリク・エネスタム【政治家】
- エイナル・エングルンド【作曲家】
- カリ・エンクヴィスト【天文学者】
- スティーナ・エクブラッド【女優】

## か
- カリ・カイラモ【企業家】ノキア元CEO
- ヨハン・ガドリン【化学者】
- アクセリ・ガッレン＝カッレラ【画家】
- イェルマ・ガッレン＝カッレラ【画家】
- ボ・カルペラン【詩人】
- モニカ・グロープ【歌手、声楽家】
- マーカス・グロンホルム【ラリードライバー】
- Rudolf Koivu 【イラストレーター】

## さ
- アリヤ・サイヨンマ【歌手、政治家】
- ペール・スヴィンヒュー【政治家】元フィンランド大統領
- ジャン・シベリウス【作曲家】
- オイゲン・シャウマン【アサシン】
- エーディト・ショーデルグラン【詩人】
- ユーハン・ヴィルヘルム・スネルマン【作家、政治家、哲学者】

## た
- リーナス・トーバルズ【プログラマ】
- ザカリアス・トペリウス（スウェーデン語文学作家）
- Ole Torvalds【ジャーナリスト】リーナス・トーバルズの祖父

## な
- アドルフ・エリク・ノルデンショルド【探検家】

## は
- イリーナ・ビョルクンド【女優】
- カール＝アウグスト・ファーゲルホルム【政治家】
- カイ・フランク【デザイナー】
- フレデリカ・ブレーメル（Fredrika Bremer）【フェミニスト】
- パーヴォ・ベルグルンド【指揮者】

## ま
- カール・グスタフ・エミール・マンネルヘイム【軍人、政治家】元フィンランド大統領（ドイツ系）

## や
- アルヴィド・ヤルネフェルト【作家】
- エーロ・ヤルネフェルト【画家】
- アルマス・ヤルネフェルト【作曲家、指揮者】
- トーベ・ヤンソン【画家、作家】
- シグネ・ハンマシュティエン＝ヤンソン【画家、デザイナー】

## ら
- キリル・ラクスマン（エリク・ラックスマン）【博物学者】
- アンニカ・リマラ【ファッションデザイナー】
- アクセル・リリエ【政治家】フィンランドの政党、スウェーデン人民党の創始者
- エルンスト・リンデレーフ【学者】
- マグヌス・リンドベルイ【作曲家】
- ヨハン・ルードヴィク・ルーネベルイ【詩人】
- アンダース・レクセル【天文学者】
- ケケ・ロズベルグ【元F1ドライバー】